# Alter Wasserturm Dülken

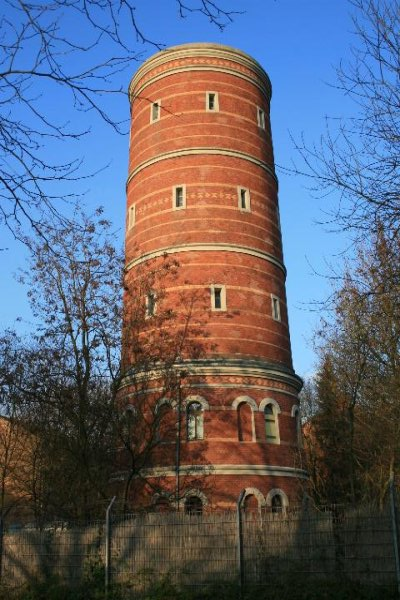
Der alte Wasserturm

Der Alte Wasserturm steht im Stadtteil Dülken in Viersen im Kreis Viersen in Nordrhein-Westfalen, Albert-Einstein-Straße 1a.
Der Turm wurde 1889 erbaut und am 5. September 1989 unter Nr. 220 in die Liste der Baudenkmäler in Viersen eingetragen.

## Architektur
Der Turm besteht aus einem konisch zulaufenden Schaft – ca. 40–75 cm dickes Ziegelmauerwerk –, der sich auf einem 1,50 m hohen verputzten Sockel erhebt. Die beiden darüber liegenden Wohngeschosse sind mit acht Zwillingsfenstern versehen. Der Boden ist verputzt. Die Öffnungen sind mit Ziegelsteinen vermauert. Der Schaft ist mit karminroten Klinkern von ca. 20 cm Dicke verblendet. Umlaufende ein- und zweischichtige gelbfarbene Bänder gliedern den Turm horizontal. Die Geschosse werden weiter durch kräftige Gesimse markiert. Auf dem in etwa 24 m Höhe liegendem Abschlussgesims mit innenliegendem Ringträger, kragt in einer Stahlträgerrippenkonstruktion die Konsole für die Außenschale des Kopfes aus. Zwischen den Rippen aus Doppel T-Trägern liegt eine, sich nach oben wölbende Backsteinausfachung von 12 cm Dicke.
Die Mauerschale des Kopfes ist ebenfalls in 24 cm starkem unverkleidetem Backstein ausgeführt. Die Dachhaut wird von einer Stahlkonstruktion aus Trägerringen mit darüberliegenden Hochstahlprofilen getragen. Der Behälter besteht aus einem Hängeboden und einem Zylinder mit Druckring. Er ist auf einem kräftigen Lagerring aufgelegt. Alle Stahlverbindungen des Wasserturmes sind genietet. So ist auch der Behälter aus ca. 0,5 m großem Walzblecheisen zusammengesetzt.
Das mächtige Hauptzu- und -ableitungsrohr dient in Verbindung mit eisernen Ringkonsolen als durchgehende Säulenstütze der einzelnen Zwischengeschosse.
Die ersten drei Geschossdecken sind in Doppel-T-Trägern, die sternförmig auf das Fallrohr zulaufen und mit Backsteinen ausgefacht sind, errichtet. Die drei darüber liegenden Geschosse sind in einer Holzkonstruktion mit Pfetten und Schalung ausgebildet. Der Turmaufbau mit dem Behälter wurde im Januar 1988 abgebrochen.
Der alte Wasserturm weist einen rein funktionellen Aufbau vor, erkennbar in Konstruktion und Ausführung des noch neuartigen Systems. Seine Erscheinung jedoch wird bestimmt durch sein historisches Dekor. Diese Zwiespältigkeit der Jahrhundertwende, nämlich einerseits der sich steigernde technische Fortschritt und andererseits das Zurückgreifen auf historische Architektur-Elemente wird hier deutlich. Somit ist der alte Wasserturm ein wichtiges und erhaltenswertes technisches Denkmal für die wirtschaftlich-soziale Stadtentwicklung des späten 19. Jahrhunderts. Weiter ist der Wasserturm ein wichtiges Identifikationsmerkmal.
Aus wissenschaftlichen, insbesondere technikgeschichtlichen, wirtschaft- und sozialgeschichtlichen und städtebaulichen Gründen liegen Erhaltung und Nutzung des Gebäudes gemäß § 2 (l) des Denkmalschutzgesetzes NRW im öffentlichen Interesse.